# Dialeurodes siemriepensis
Dialeurodes siemriepensis là một loài côn trùng cánh nửa trong họ Aleyrodidae, phân họ Aleyrodinae.
Dialeurodes siemriepensis được Takahashi miêu tả khoa học đầu tiên năm 1942.